# Tafalisca haani
Tafalisca haani är en insektsart som först beskrevs av Henri Saussure 1874.  Tafalisca haani ingår i släktet Tafalisca och familjen syrsor. Inga underarter finns listade i Catalogue of Life.